# Psilochorus concinnus
Psilochorus concinnus là một loài nhện trong họ Pholcidae. Loài này được phát hiện ở México.